# Dennis Spooner
Pour les articles homonymes, voir Spooner.
Dennis Spooner est un scénariste britannique né le 1er décembre 1932 à Tottenham en Angleterre et mort le 20 septembre 1986 à Londres. Il est principalement connu dans les années 1960 pour ses scénarios pour des séries d'espionnages ou des programmes pour enfants. Il est connu pour son travail de scénariste et de producteur avec Brian Clemens, Terry Nation, Monty Berman ou Richard Harris, avec lesquels il a souvent travaillé. Au-delà de son travail pour la BBC, il est l'un des scénaristes les plus prolifiques pour ITC Entertainment.

## Début de carrière
Après avoir envisagé une carrière dans le football professionnel chez Leyton Orient, Dennis Spooner fait son service national dans la Royal Air Force, où il se lie d'amitié avec Tony Williamson, un futur scénariste de télé. À la sortie de l'armée, Dennis Spooner retourne travailler dans un bureau et se marie avec Pauline, sa fiancée de l'époque.
Ne souhaitant pas faire carrière dans un bureau, Dennis Spooner tente de rentrer dans l'industrie du spectacle et forme un duo comique avec Benny Davis, plus tard journaliste résidant en Espagne. Ils ne rencontrent qu'un succès modéré dans le circuit londonien. Spooner se met à écrire et vend quelques scénario comiques au comédien de la BBC Harry Worth. Au début des années 1960, il est engagé pour écrire quelques scripts de la série  Coronation Street. Il contribue à des séries policières d'ITV comme No Hiding Place ou Ghost Squad ainsi qu'à une sitcom Bootsie and Snudge et dans une tentative de redonner vie à la carrière du comédien Tony Hancock en 1963.
À cette époque, Spooner rencontre Brian Clemens et commence avec lui un partenariat qu'ils poursuivent durant de nombreuses années. Clemens offre à Spooner l'occasion de travailler sur Chapeau melon et bottes de cuir sur ITV, faisant de Spooner l'un des scénaristes les plus importants de la période Ian Hendry de la série.

## Les programmes pour enfants
En parallèle de son travail pour les séries d'espionnages, Dennis Spooner contribue aussi aux séries pour enfants au milieu des années 1960 dans des programmes tels que les séries de Gerry Anderson ou Doctor Who. Genre pour lequel il se remet à écrire à la fin de sa vie.

### Les séries de Gerry Anderson
Spooner devient ami avec Sylvia et Gerry Anderson au début des années 1960, et ils lui offrent l'occasion d'écrire pour leur nouvelle série, Supercar. Même si ses scripts ne sont pas utilisés, Spooner continue d'écrire des scripts pour leur nouveau programme Fusée XL5 en 1962. Après deux épisodes, on lui confie du travail sur les séries L'Escadrille sous-marine et Les Sentinelles de l'air dont il écrit près de 20 épisodes pour les deux séries confondues. S'il arrête un temps après Les Sentinelles de l'air, il revient écrire dans les années 1970 un épisode pour UFO, alerte dans l'espace et un épisode pour Poigne de fer et séduction. Son dernier travail avec les Andersons est l'ajout de quelques scènes dans le premier et dix-septième épisode de Cosmos 1999 afin de le sortir sous la forme d'un film Alien Attack.

### Doctor Who
Dennis Spooner travaille pour Doctor Who dans la période où le Docteur est incarné par William Hartnell. Il occupe la place de script editor (responsable des scénarios) des épisodes « The Rescue » jusqu'à « The Chase. » Au moment où Spooner part, William Hartnell est le seul membre du casting original à rester et la production interne est en train de changer. Spooner est le premier à introduire graduellement de l'humour dans la série, chose assez visible dans les scripts écrit par lui, tel que l'épisode « The Romans. », même si l'idée d'écrire un épisode comique est une volonté de la productrice Verity Lambert.
Spooner change aussi un présupposé des épisodes historiques de la série en introduisant des évènements surnaturels dans les épisodes à vocation historique. Auparavant, lorsque le Docteur voyageait dans le passé, ses opposants étaient des personnages historiques ou des combattants de l'époque. L'idée est émise dans l'épisode « The Chase » lorsqu'il est suggéré de façon comique que les Daleks sont la cause de la disparition de la Mary Celeste. Elle est prolongée dans « The Time Meddler » où les évènements historiques servent de décors à une bataille entre le Docteur et un opposant extra-terrestre, une idée que l'on retrouve beaucoup dans la nouvelle série. L'épisode est aussi la première apparition d'un personnage de la même race que le Docteur (en dehors de sa petite fille Susan).
Spooner est impliqué aussi dans l'écriture de personnages comme les Daleks et suivant une idée de la productrice Verity Lambert il écrit avec Terry Nation l'un des serials de Doctor Who les plus longs jamais faits « The Daleks' Master Plan ». Son dernier travail est de résoudre les problèmes avec le caractère du nouveau Docteur incarné par Patrick Troughton dans l'épisode « The Power of the Daleks. ».
À cette époque, Spooner est aussi impliqué dans un autre programme pour lequel Terry Nation est script-éditeur Alias le Baron en 1966.

## Les années ITC
Travailler pour Alias, le Baron est l'occasion pour Spooner de travailler avec la chaine ITC. En 1967, en tant que scénariste freelance, il est contractuellement engagé à écrire 10 épisodes par an pour la chaîne.
Après que Alias, le Baron échoue à être diffusé sur ABC à la télévision américaine, la série s'arrête en Angleterre. En 1967, Spooner se tourne vers un vieil ami, le scénariste Richard Harris qui l'aide à créer une nouvelle série L'Homme à la valise. Il fonde un partenariat avec le producteur Monty Berman afin de lancer une compagnie de production nommée 
Scoton Productions. Entre 1967 et 1971, Berman et Spooner créent des séries comme Les Champions, Département S, et son spin-off Jason King, puis Mon ami le fantôme. Si aucun de ces programmes ne dure plus de deux saisons, elles survivent assez longtemps dans la mémoire du public pour des éditions VHS et DVD vingt ans plus tard. Mon ami le fantôme a même le droit à un remake de deux saisons en 2000. De nombreux amis scénaristes comme Tony Williamson ou Richard Harris retournent travailler sur les séries de Dennis Spooner.
Malgré son implication au sein de ITC, Spooner travaille aussi sur des scripts d'autres séries de la BBC et de ITV. Cela fait par exemple, de lui, l'un des scénaristes de Chapeau melon et bottes de cuir les plus prolifiques de la période Tara King. Il écrit aussi pour les séries Paul Temple et Doomwatch.

## Les années post-ITC
Après la fin de son contrat avec ITC, Spooner entre dans une période de freelance sur laquelle il reste jusqu'à la fin de sa carrière. Il écrit ainsi des scripts pour les séries Bergerac et Les Professionnels ce qui attire l'attention sur lui aux États-Unis. Il rejoint Brian Clemens en 1973 sur la série Angoisse une anthologie du fantastique, coproduite par ATV et ITV. La série est diffusée aux États-Unis sur ABC sous le titre ABC Mystery Theatre. Spooner écrit deux épisodes de la série. Il est aussi impliqué dans la création de la nouvelle série de Chapeau melon et bottes de cuir nommée "The New Avengers" dans laquelle lui et Clemens écrivent la majorité des épisodes. Cela fait de lui le troisième scénariste le plus prolifique pour la série. Continuant d'atteindre le marché américain, il tente de vendre une série pour le prime time. Il écrit aussi conjointement avec Clemens et Jeff Melvoin, l'épisode "Puzzled Steele" de la troisième saison de Les Enquêtes de Remington Steele (Remington Steele).

## Vie privée
Spooner et sa femme Pauline ont trois enfants. Il est connu pour être un très bon joueur de bridge et a écrit deux livres sur le sujet : Useful Hints for Useless Players et Diary of a Palooka. Il joue au Harrow Bridge Club.
Dennis Spooner meurt le 20 septembre 1986 d'une attaque cardiaque.

## Filmographie sélective (comme scénariste)
- 1960 : Coronation Street (série télévisée)
- 1961 : Supercar (série télévisée)
- 1961 : Chapeau melon et bottes de cuir (série télévisée) : (Saison 1)
- 1962 : Fusée XL5 (série télévisée)
- 1963 : Doctor Who (série télévisée) : (Saison 1 à 3)
- 1964 : L'Escadrille sous-marine (série télévisée)
- 1965 : Les Sentinelles de l'air (série télévisée)
- 1966 : Alias le Baron (série télévisée)
- 1967 : L'Homme à la valise (série télévisée)
- 1968 : Chapeau melon et bottes de cuir (série télévisée) : (Saison 6)
- 1970 : UFO, alerte dans l'espace (série télévisée)
- 1972 : Poigne de fer et séduction (série télévisée)
- 1973 : Angoisse (série télévisée)
- 1976 : Chapeau melon et bottes de cuir (série télévisée) : (Nouvelle série Saison 1 et 2)
- 1977 : Les Professionnels (série télévisée)
- 1981 : Bergerac (série télévisée)
- 1984 : Les Enquêtes de Remington Steele (série télévisée)

## Filmographie (comme créateur)
- 1967 : L'Homme à la valise (série télévisée)
- 1968 : Les Champions (série télévisée)
- 1969 : Département S (série télévisée)
- 1969 : Mon ami le fantôme (série télévisée)
- 1971 : Jason King (série télévisée)

## Sources
- (en) Cet article est partiellement ou en totalité issu de l’article de Wikipédia en anglais intitulé « Dennis Spooner » (voir la liste des auteurs).

1. 1 2  A biography written by Spooner's sister, Anne Frost.
2. ↑  (en) « British Film Institute profile of Dennis Spooner »
3. ↑  space1999.net's Writer's Guide.
4. ↑  space1999.net's overview of Alien Attack.
5. ↑  The BBC's entry for The Romans.
6. ↑  A Brief History of Time (Travel)'s piece on The Daleks' Master Plan.
7. ↑  A Brief History of Time (Travel)'s piece on The Power of the Daleks.
8. ↑  Dennis Spooner at Television Haven.
9. ↑  BFI profile of Lew Grade.
10. ↑  The English Bridge Union Obituary.